# Memcached
Memcached — комп'ютерна програма, сервіс кешування даних в оперативній пам'яті на основі парадигми розподіленої хеш-таблиці. 
З допомогою клієнтської бібліотеки (для Perl, PHP, Python, Java та ін.) дозволяє кешувати дані в ОЗП одного або декількох серверів. Розподіл даних реалізується по значенню хеш ключа. Використовуючи ключ даних, клієнтська бібліотека визначає його хеш і використовує його для вибору відповідного сервера. Ситуація збою сервера трактується як промах кешу. Це дозволяє, зокрема, проводити гарячу заміну серверів.
В API memcached є тільки базові функції: вибір сервера, установка з'єднання, додання, видалення, оновлення і отримання об'єкта. Для кожного об'єкта встановлюється час актуальності, починаючи з 1 секунди до нескінченності. При переповненні пам'яті застарілі об'єкти кешу автоматично знищуються.
Сервер memcached було розроблено для сайту LiveJournal з метою зниження навантаження на сервери баз даних.

## Приклад коду
Зверніть увагу, що всі функції, описані в цьому розділі, написані на псевдокоді. Синтаксис виклику Memcached може відрізнятися в залежності від мови програмування і API.
Запит до бази даних (без використання memcached) може виглядати як в наступному прикладі: 
```
function
 
get_foo
(
int
 
userid
)
 
{

   
result
 
=
 
db_select
(
 
"SELECT * FROM users WHERE userid = ? "
,
 
userid
)
 
;
 

   
return
 
result
;

}

```

З використанням memcached, цей ж виклик може виглядати наступним чином: 
```
function
 
get_foo
(
int
 
userid
)
 
{

    
/* спочатку перевірити кеш */

    
data
 
=
 
memcached_fetch
(
"userrow:"
 
+
 
userid
)
 
;
 

    
if
 
(
 
!
data
)
 
{

        
/* не знайдено: запросити БД */

        
data
 
=
 
db_select
(
"SELECT * FROM users WHERE userid = ? "
,
 
userid
)
 
;
 

        
/* зберегти в кеші для майбутніх запитів */

        
memcached_add
(
"userrow:"
 
+
 
userid
,
  
data
)
 
;
  

     
}

    
return
 
data
;

}

```

Сервер спочатку перевірить, чи зберігає Memcached значення з унікальним ключем «userrow:userid», де userid є деяким числом. Якщо кеш не містить такі дані, сервер зробить запит до БД, як звичайно, і встановить унікальний ключ, використовуючи виклик до memcached API.
Однак, якщо використовувати тільки цей виклик до API, сервер може повернути некоректні дані після будь-якого оновлення БД: Memcached буде зберігати і повертати застарілі дані . Тому, на додаток до виклику на занесення даних в кеш, також необхідно і оновлення: 
```
function
 
update_foo
(
int
 
userid
,
 
string
 
dbUpdateString
)
 
{

    
/* спочатку оновити БД */

    
result
 
=
 
db_execute
(
dbUpdateString
)
 
;
  

     
if
 
(
result
)
 
{

        
/* оновлення БД відбулося: підготувати дані для занесення в кеш*/

        
data
 
=
 
db_select
(
"SELECT * FROM users WHERE userid = ? "
,
 
userid
)
 
;
 

        
/* останній рядок також могла виглядати на кшталт   data = createDataFromDBString (dbUpdateString);   */

        
/* занести оновлені дані в кеш */

        
memcached_set
(
"userrow:"
 
+
 
userid
,
 
data
)
 
;
 

    
}

}

```

Цей виклик оновить кешовані дані, для того щоб вони відповідали новим даними в базі даних, тільки якщо запит на оновлення бази закінчиться успіхом. Інший підхід може полягати в тому, щоб очистити кеш з даного ключу за допомогою функції Memcached, щоб наступний виклик не знайшов дані в кеші і запросив їх в базі даних. Аналогічні дії потрібні і в разі видалення даних з бази даних, щоб кеш залишався коректним або частково незаповненим.

## Уразливості
Наприкінці лютого, початку березня 2018 року було зафіксовано дві надпотужні D-DoS атаки з піковою потужністю 1,3 Тб/с проти Github та 1,7 Тб/c проти не названого вебресурсу в США. Зловмисники скористались особливістю протоколу системи Memcached для мультиплікації UDP-трафіку.. Відсутність автентифікації в системі memcached дозволяє зловмисникам використовувати «відкриті» сервери (за оцінками дослідників станом на початок 2018 року було зафіксовано близько 50 тисяч) спочатку для завантаження власних даних, а потім надсилаючи запити на їхнє отримання із підробленою IP-адресою скеровувати відповіді на адресу жертви.